# 玉成公園福德宮
25°02′31″N 121°35′09″E / 25.0418289°N 121.585864°E
玉成公園福德宮位於台灣台北市中坡南路，為主祀福德正神之道教廟宇。該建物興建於1982年，今為位於台北南港區之仿古廟宇建築。另外，該廟宇的組織型態為管理委員會制，祭典日期則是每年農曆之二月初二。